# Chloridolum thaliodes
Chloridolum thaliodes är en skalbaggsart som beskrevs av Bates 1884. Chloridolum thaliodes ingår i släktet Chloridolum och familjen långhorningar. Inga underarter finns listade i Catalogue of Life.